# Богови су пали на теме
Богови су пали на теме (енгл. The Gods Must Be Crazy) је филмска комедија из 1980. године. Овај филм осликава живот Бушмана на Југу Африке. Редитељ, продуцент и сценариста је био Јужноафриканац Џејми Уис. Већина глумаца је била из Јужне Африке.
Филм је изазвао бројне контрoверзе јер су Бушмани приказани на увредљив начин, као дивљаци који не познају спољни свет. Музика из филма је дело Мириам Макебе, признате певачице из Јужне Африке. Наставак, Богови су пали на теме 2, снимљен је 1990. године, а главне улоге тумаче Н!xау, Лена Фаругиа и Ханс Стрyдом.

## Радња
Приповедач (наратор) филма је бивши ББЦ-ев спикер Педи О'Брн. Филм се састоји од три приче.
У првој причи пратимо Бушмана Xиа. Хи и његово племе племена Ју / Хоанси живе срећно у пустињи Калахари. Једног дана, стаклена флаша Кока Коле са авиона пада на земљу. У почетку, Бушмани претпостављају да је овај чудни артефакт још један „дар” од богова и проналазе многе намене. Али, за разлику од свега што су имали раније, постоји само једна стаклена флашица која се дели. Због конфликта који то узрокује, Хи се саветује са старешинама и одлучи да оде на ходочашће до ивице света и баци наводно проклету ствар.
На свом путовању, Xи сусреће много људи које сматра боговима, а онда га њихови поступци разувере од те идеје.
Друга прича говори о Андру Стејну, научнику који проучава животиње, али је неспретан са женама. Свештеник у католичкој миси га замоли да пође на пут и доведе Кејт Томпсон, учитељицу у једном селу негде у Боцвани. Његово путовање, упознавање са Кејт и пут натраг обилује са много смешних незгода, а сусрећу и Xиа. Стејн ради на докторату, а као локални помоћник помаже му Мпуди.
Трећа прича одвија се у земљи Бурани, где група комунистичких герилаца покушава да изведе пуч, али не успева. Касније их владине снаге прогоне, а на крају их и хватају. Групу води брадати човек по имену Сем Бога. Владине снаге, прогонитеље побуњеника води пуковник Мабасха. Упадају у школу у којој Кејт предаје, заробљавају њу и децу те их воде на марш користећи их као живи штит.
Њима на пут стају Стејн, Мпуди и Xи који им се придружује, након што су га ослободили из затвора. Тамо је доспео јер је убио козу зато што је био гладан. Није био свестан обичаја у спољном свету. Стејн и Xи успављују шесторицу побуњеника, али двојица још пружају отпор. Кад и њих среде, полиција долази и одводи злочинце.
Романса Кејт и Андруа резултира пољупцем. Xи баца боцу у провалију и враћа се кући.